# Charley van de Weerd

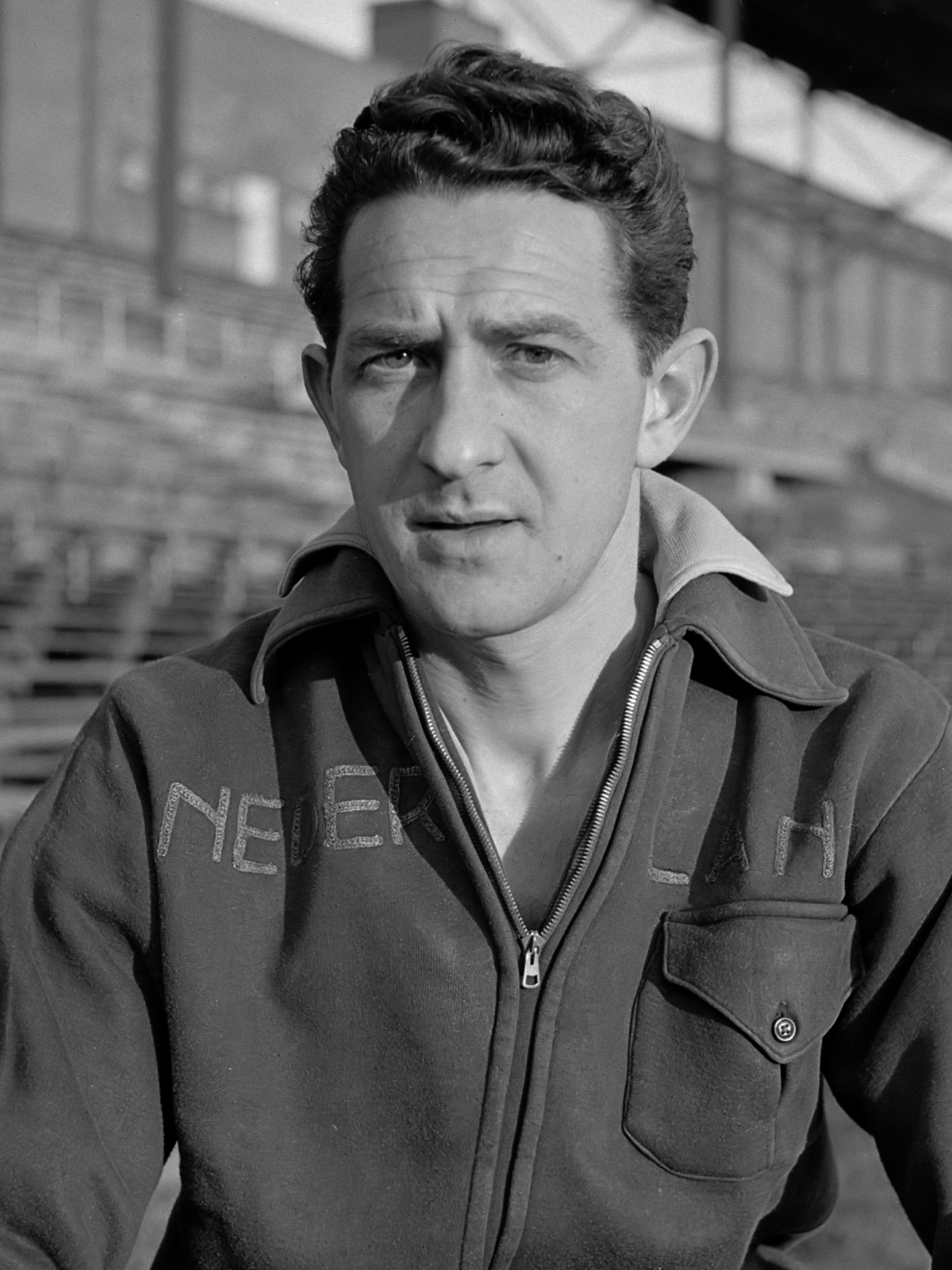
Anton van de Weerd (1951)

Anton (Charley) van de Weerd (* 18. Januar 1922; † 3. Februar 2008) war ein niederländischer Fußballspieler.
Van de Weerd spielte von 1940 bis 1961 für die WVV Wageningen, nur unterbrochen von einer Saison für De Graafschap. Mit Wageningen gewann er 1948 den KNVB-Pokal. Er spielte in mehr als 600 Ligaspielen und wurde für ein Spiel in die Nationalmannschaft Elftal berufen, jedoch nicht eingesetzt. Sein Leben lang wurde er auf dem Platz Charley statt seines eigentlichen Vornamens Anton gerufen, weil seine Bewegungen an Charlie Chaplin erinnerten. Nach seiner aktiven Laufbahn betrieb er ein Sportgeschäft in Wageningen.
Van de Weerd starb im Alter von 86 Jahren.